# September (canción)
«September» (en español, septiembre) es una canción de Earth, Wind & Fire, de su álbum The Best of Earth, Wind & Fire, Vol. I, lanzada como sencillo en 1978. Fue escrita y compuesta por Maurice White, Al McKay, Allee Willis. En el 2021, fue colocada en el puesto 65 de Las 500 mejores canciones de todos los tiempos según Rolling Stone.

## Composición
"September" tiene un ritmo funk basado en un patrón de cuatro compases que es consistente entre versos y estribillos, construido sobre un círculo de quintas.
Escrita en la tonalidad de La mayor y utilizando una progresión de acordes escrita por el guitarrista de Earth, Wind & Fire, Al McKay, el vocalista Maurice White y la compositora Allee Willis escribieron la canción en un período de un mes. Willis se sintió inicialmente molesta por la letra sin sentido de "ba-dee-ya" que White usó a lo largo de la canción, y le rogó que la reescribiera: "Simplemente dije, '¿Qué diablos significa 'ba-dee-ya'?' Y él básicamente dijo, '¿A quién diablos le importa?' Aprendí mi mejor lección de composición de canciones de él, que fue nunca dejar que la letra se interpusiera en el ritmo". La canción fue incluida en la primera compilación de la banda, The Best of Earth, Wind & Fire, Vol. 1, únicamente para impulsar las ventas con contenido original.
Aunque se han sugerido varias teorías sobre el significado de la fecha, el compositor Maurice White afirmó que simplemente eligió el 21 debido a cómo sonaba cuando se cantaba. Allee Willis agregó: "Repasamos todas las fechas: '¿Recuerdas la primera, la segunda, la tercera, la cuarta ... ' y la que me pareció mejor fue la 21", explica Willis. "Constantemente hay gente que se me acerca y se emociona mucho por saber cuál era el significado. Y no hay ningún significado más allá de que simplemente se cantaba mejor que cualquiera de las otras fechas. Así que ... ¡lo siento!".

## Recepción
"September" ha sido uno de los mayores éxitos comerciales y críticos de la carrera de Earth, Wind & Fire, y el vocalista Philip Bailey la considera una de las mejores canciones del grupo. La canción fue certificada plata por la Industria Fonográfica Británica y oro en los EE. UU. (hasta que la RIAA redujo los niveles de ventas de los sencillos certificados en 1989, un sencillo de oro equivalía a 1 millón de unidades vendidas). "September" fue luego certificada Oro por la RIAA por ventas digitales, y ha vendido más de 2 millones de copias digitales en los EE. UU. hasta septiembre de 2017. Record World la llamó una "canción suave y rápida que captura el estado de ánimo de la nostalgia otoñal, y también debería capturar a las audiencias de la radio". En 2021, Rolling Stone incluyó "September" en el puesto n.° 65 en su lista actualizada de las "500 mejores canciones de todos los tiempos".
"September" es uno de los mayores éxitos del grupo en varias décadas de actuaciones. Una retrospectiva de 2005 sobre Earth, Wind & Fire realizada por Billboard clasificó a esta canción en el sexto lugar de sus mejores sencillos. Earth, Wind & Fire grabó una nueva versión de la canción, retitulada "December", para su álbum navideño de 2014 Holiday.

## En otros medios

### Cine
- La canción apareció en las películas  Shaolin Soccer (2001), The Nice Guys (2016), en Intocable (2011), en Night at the Museum (2006), en la escena final, donde todos en el museo están de fiesta, antes de los créditos finales, en Trolls (2016), en Last Vegas (2013) y en Despicable Me (2010).
- Es el tema principal de la ganadora del premio Goya 2024 a mejor película de animación Robot Dreams.

### Programa de Televisión
- La canción se añadió a la banda sonora del programa de televisión El hormiguero (2019-2020).
- Apareció en un capítulo de la serie de televisión estadounidense Scorpion (2014-2018).
- Apareció en el episodio final de la serie The mentalist (2008).

### Videojuegos
- El tema se puede interpretar en el videojuego de Nintendo Wii Music (2008).

## Posiciones en las listas
| Chart (1978)                         | Position |
| ------------------------------------ | -------- |
| U.S. Billboard Hot 100               | 8        |
| U.S. Billboard Hot R&B/Hip-Hop Songs | 1        |
| UK Singles Chart                     | 3        |
| Chart ("September 1999")             | Position |
| UK Singles Chart                     | 25       |

## Canciones relacionadas
- Dancing Queen
- Stayin' Alive
- Wish You Were Here
- Hotel California